# Ибира
Ибира (порт. Ibirá) — муниципалитет в Бразилии, входит в штат Сан-Паулу. Составная часть мезорегиона Сан-Жозе-ду-Риу-Прету. Входит в экономико-статистический микрорегион Сан-Жозе-ду-Риу-Прету. Население составляет 9990 человек на 2006 год. Занимает площадь 270,748 км². Плотность населения — 36,9 чел./км².
Праздник города — 12 декабря.

## История
Город основан 12 декабря 1921 года.

## Статистика
- Валовой внутренний продукт на 2003 составляет 162.488.303,00 реалов (данные: Бразильский институт географии и статистики).
- Валовой внутренний продукт на душу населения на 2003 составляет 16.680,87 реалов (данные: Бразильский институт географии и статистики).
- Индекс развития человеческого потенциала на 2000 составляет 0,801 (данные: Программа развития ООН).